# Pestjanka
Pestjanka (ryska: Песчанка) är ett vattendrag i Belarus.   Det ligger i voblasten Vitsebsks voblast, i den nordöstra delen av landet, 270 km nordost om huvudstaden Minsk.
I omgivningarna runt Pestjanka växer i huvudsak blandskog. Runt Pestjanka är det glesbefolkat, med 10 invånare per kvadratkilometer.